# Gwenllian
Gwenlian ferch Gruffydd (Aberffraw, 1097 circa – Kidwelly, 1136) fu principessa consorte del regno di Deheubarth quando sposò Gruffydd ap Rhys principe del Deheubarth. Gwenllian era figlia di Gruffydd ap Cynan, principe del Regno di Gwynedd e di Angharad ferch Owain il che la rendeva uno dei più eminenti membri della Casa di Aberffraw. La sua parte nella rivolta patriottica e la sua morte avvenuta nel castello di Kidwelly contribuì alla nascita della Grande rivolta del 1136.

## Il matrimonio
Gwenllian nacque da Gruffydd ap Cynan e Angharad ferch Owain attorno al 1097 sull'isola di Anglesey e precisamente nel villaggio di Aberffraw sede principale della propria famiglia. Ella era la più giovane di otto figli, quattro sorelle, Mared, Rhiannell, Susanna e Annest e tre fratelli Cadwallon, Owain Gwynedd e Cadwaladr ed era una lontana discendente di Brian Boru.
Crescendo Gwenllian divenne una bella donna e dopo, che, attorno al 1113, Gruffydd ap Rhys principe del Deheubarth si recò nel Gwynedd per incontrare suo padre i due, a quanto pare, si innamorarono e decisero di sposarsi.
Dal loro matrimonio nacquero:
- Nest verch Gruffydd
- Morgan ap Gruffydd (1116 circa-1136)
- Maelgwyn ap Gruffydd (1119 circa-forse 1136)
- Owain ap Gruffydd (1126-?)
- Rhys ap Gruffydd
- Maredudd ap Gruffydd
- Gwladus verch Gruffydd (1130circa-?)
- figlio senza nome (1134circa-?)

Dopo le nozze Gwenlian andò a vivere a Dinefwr, dove tradizionalmente viveva la famiglia del marito, e il Deheubarth in quel periodo stava lottando contro l'Invasione normanna del Galles portata avanti oltre che dai coloni Normanni anche dagli Inglesi e dai Fiamminghi. Mentre la lotta fra i normanni e la famiglia di Gruffydd continuava questi si trovavano costantemente a doversi spostare e Gwenllian dovette seguire il marito nelle fortezze collocate fra le montagne e le foreste. Da lì Gruffydd condusse azioni di Guerriglia contro i nemici che conquistavano terreno nel Deheubarth.

## La morte in battaglia
Nel 1136 nacque un'opportunità per i gallesi che si realizzò quando Stefano d'Inghilterra spodestò la cugina Matilde d'Inghilterra, figlia di Enrico I d'Inghilterra, dal trono inglese dando vita al periodo ora noto come l'anarchia inglese. L'usurpazione e il conflitto che ne nacque erosero l'autorità centrale inglese e la rivolta cominciò nel Galles del sud quando dal Brycheiniog Hywel ap Maredudd raccolse un esercito e marciò sulla Penisola di Gower sconfiggendo i coloni inglesi e normanni alla battaglia di Llwchwr del mese di gennaio.
Ispirato da tale successo anche Gruffydd si mosse celermente per andare a incontrare il suocero e dare il suo appoggio alla rivolta.
Mentre suo marito si trovava da suo padre cercando di mettere insieme un'alleanza contro i normanni Maurice di Londra e altri nobili condussero i propri uomini contro il Deheubarth e Gwenllian fu costretta a sua volta raccogliere soldati sufficienti per fronteggiare la minaccia. La battaglia si svolse nei pressi del castello di Kidwelly e Gwenllian e la sua gente ebbero la peggio tanto che ella venne catturata e decapitata dai normanni e nello stesso scontro suo figlio Morgan venne catturato e ucciso e si ritiene che anche Maelgwyn abbia subito la stessa sorte.
Nonostante la sconfitta il suo atto spinse ancora di più i gallesi del sud verso la rivolta e dal Regno del Gwent Iowerth ab Owain il cui nonno Caradog ap Gruffydd (morto 1081) era stato spodestato proprio dai normanni tese un'imboscata a Richard Fitzgilbert de Clare, che controllava il Ceredigion, uccidendolo.
Quando a Gruffydd giunse la notizia che la moglie era morta i cognati si abbatterono sul Ceredigion riuscendo a prendere Llanfihangel y Creuddyn, Aberystwyth e Llanbadarn Fawr.
Gwenllian è la sola donna medievale, di cui si abbia notizia, che si mise alla testa di un esercito.